# RKSV Volendam in het seizoen 1955/56
Het seizoen 1955/1956 was het eerste jaar in het bestaan van de Volendamse betaaldvoetbalclub Volendam. De club kwam uit in de Eerste klasse C en eindigde daarin op de derde plaats, dit betekende dat de club in het nieuwe seizoen uitkwam in de Eerste divisie.

## Wedstrijdstatistieken

### Eerste klasse C
|       | DHC   | DOSKO | Fortuna | Helmondia '55 | Hilversum | KFC   | Oldenzaal | Oosterparkers | TOP   | Tubantia | UVS   | Wilhelmina | Zeist | ZFC   | Zwartemeer |
| ----- | ----- | ----- | ------- | ------------- | --------- | ----- | --------- | ------------- | ----- | -------- | ----- | ---------- | ----- | ----- | ---------- |
| Thuis | 2 – 1 | 4 – 3 | 1 – 1   | 5 – 1         | 2 – 2     | 5 – 2 | 6 – 0     | 4 – 2         | 3 – 0 | 2 – 1    | 1 – 1 | 3 – 3      | 1 – 1 | 4 – 0 | 3 – 0      |
| Uit   | 0 – 3 | 2 – 2 | 3 – 2   | 1 – 2         | 0 – 3     | 1 – 0 | 2 – 5     | 2 – 2         | 0 – 3 | 2 – 1    | 1 – 4 | 2 – 1      | 1 – 1 | 0 – 0 | 3 – 7      |

## Statistieken Volendam 1955/1956

### Eindstand Volendam in de Nederlandse Eerste klasse C 1955 / 1956
| Stand | Gespeeld | Gewonnen | Gelijk | Verloren | Punten | Doelpunten voor | Doelpunten tegen |
| ----- | -------- | -------- | ------ | -------- | ------ | --------------- | ---------------- |
| 3e    | 30       | 17       | 9      | 4        | 43     | 82              | 38               |

### Topscorers
| Eerste klasse \| # \| Naam \| \| \| ------ \| -------------- \| -- \| \| 1. \| Dick Tol \| 27 \| \| 2. \| Harmen Veerman \| 13 \| \| 3. \| Hein Smit \| 10 \| \| 4. \| Klaas Koning \| 9 \| \| 5. \| Dick Maurer \| 8 \| \| 6. \| Thames Tol \| 6 \| \| 7. \| Jaap Smit \| 2 \| \| 7. \| Veerman \| 2 \| \| 9. \| Jaap Keijzer \| 1 \| \| 9. \| Tol \| 1 \| \| 9. \| Zwarthoed \| 1 \| \| Totaal \| Totaal \| 82 \| |                |      |
| # | Naam           | Goal |
| 1. | Dick Tol       | 27   |
| 2. | Harmen Veerman | 13   |
| 3. | Hein Smit      | 10   |
| 4. | Klaas Koning   | 9    |
| 5. | Dick Maurer    | 8    |
| 6. | Thames Tol     | 6    |
| 7. | Jaap Smit      | 2    |
| 7. | Veerman        | 2    |
| 9. | Jaap Keijzer   | 1    |
| 9. | Tol            | 1    |
| 9. | Zwarthoed      | 1    |
| Totaal | Totaal         | 82   |